# إيفلين ريغنر
إيفلين ريجنر (مواليد 24 يناير 1966) محامية وسياسية نمساوية تشغل منصب عضو في البرلمان الأوروبي منذ العام 2009. وهي عضوة في الحزب الديمقراطي الاجتماعي النمساوي، وهي جزء من التحالف التقدمي للاشتراكيين والديمقراطيين  ونائبة رئيس البرلمان الأوروبي المنتخبة.